# Peroamigo
Peroamigo es una localidad española del municipio de El Castillo de las Guardas, perteneciente a la provincia de Sevilla, en la comunidad autónoma de Andalucía.

## Historia
Hacia mediados del siglo XIX, el lugar, ya por entonces perteneciente al Castillo de las Guardas, tenía contabilizada una población de 34 habitantes. La localidad aparece descrita en el decimosegundo volumen del Diccionario geográfico-estadístico-histórico de España y sus posesiones de Ultramar de Pascual Madoz de la siguiente manera:

PEROAMIGO: ald. ó cas. agregado al ayunt. del cast. de las Guardas, de donde dista una leg. al O. en la prov. y dióc. de Sevilla (9 leg.), part. jud. de Sanlucar la Mayor (9). Tiene 9 casas, 11 vec., 34 alm.; varios manantiales de buena agua y una vereda en mal estado para la matriz. Su terreno prod. trigo, cebada, avena, lino, bellota y centeno; ganado cabrio, lanar, vacuno y de cercerda, y caza de conejos, perdices, jabalies y venados. riqueza y contr.: con el ayuntamiento.
(Madoz, 1849, p. 816)

En 2022, tenía empadronados 12 habitantes.